# Koprivice
Koprivice (en serbe cyrillique: Копривице) est un village de l'ouest du Monténégro, dans la municipalité de Nikšić.

## Démographie

### Évolution historique de la population[1]
| 1948 | 1953 | 1961 | 1971 | 1981 | 1991 | 2003 |
| ---- | ---- | ---- | ---- | ---- | ---- | ---- |
| 404  | 479  | 500  | 381  | 276  | 200  | 133  |